# Stephen K. Robinson
Pour les articles homonymes, voir Robinson et Stephen Robinson.
Stephen Kern Robinson est un astronaute américain né le 26 octobre 1955.

## Vols réalisés
Il est vétéran de 4 vols de navettes :

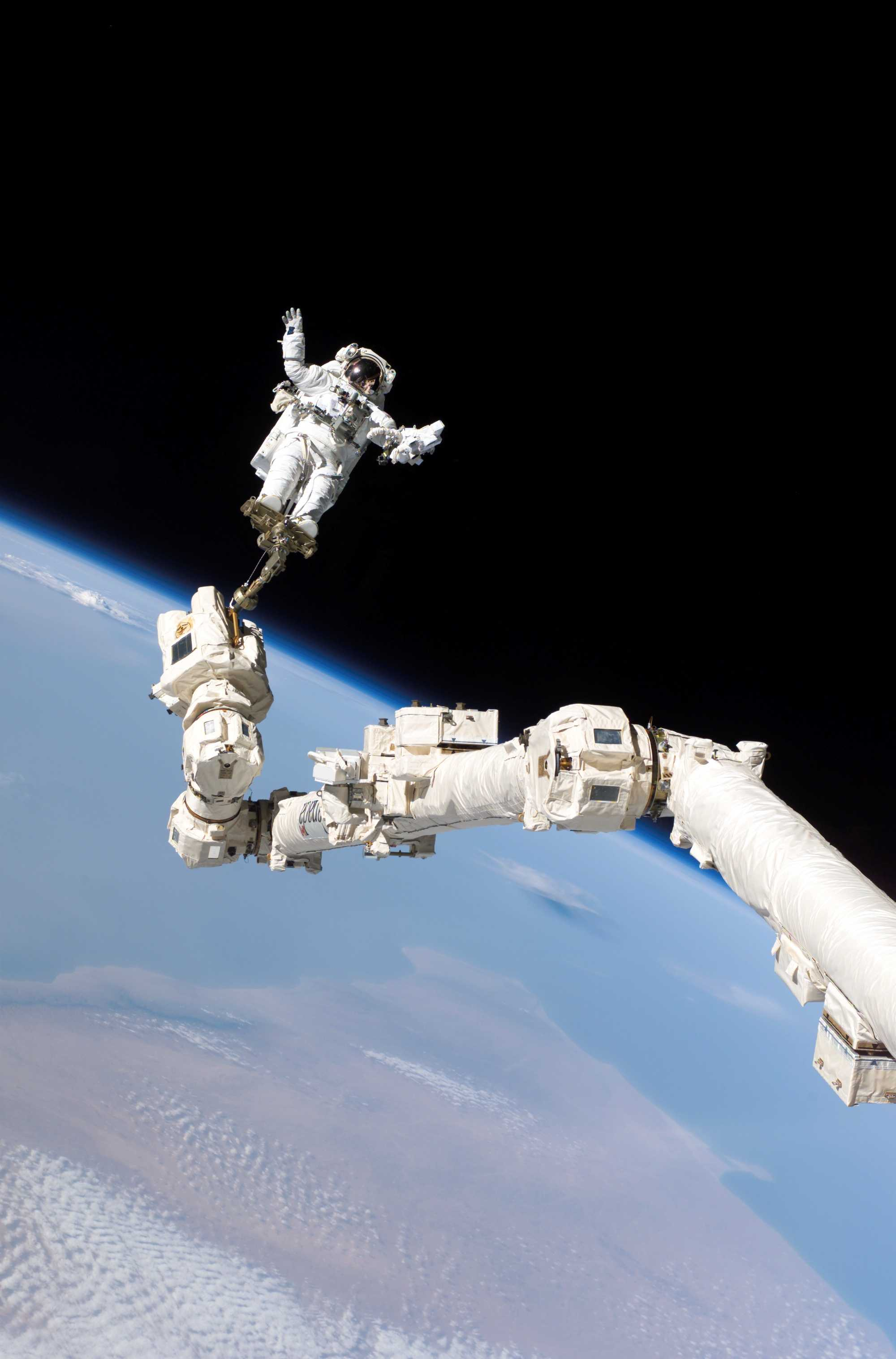
Stephen K. Robinson lors d'une sortie extravéhiculaire pendant la mission STS-114.

- Discovery STS-85 (7 août 1997)
- Discovery STS-95 (29 octobre 1998)
- Discovery STS-114 (26 juillet 2005)
- Endeavour STS-130 (8 février 2010)